# Montpeyroux (Aveyron)
Montpeyroux (okzitanisch: Mont Peirós) ist eine französische Gemeinde mit 519 Einwohnern (Stand: 1. Januar 2022) im Département Aveyron in der Region Okzitanien; sie gehört zum Arrondissement Rodez und zum Kanton Aubrac et Carladez. Die Einwohner werden Montepéroutins genannt.

## Geographie
Montpeyroux liegt etwa 32 Kilometer nordöstlich von Rodez in der Landschaft Aubrac im Zentralmassiv. Das Gemeindegebiet gehört zum Regionalen Naturpark Aubrac. Umgeben wird Montpeyroux von den Nachbargemeinden Soulages-Bonneval im Norden, Laguiole im Nordosten, Curières im Osten, Condom-d’Aubrac im Südosten, Le Cayrol und Coubisou im Süden, Le Nayrac im Südwesten, Florentin-la-Capelle im Westen sowie Saint-Amans-des-Cots im Nordwesten.

## Bevölkerungsentwicklung
| Jahr                       | 1962 | 1968 | 1975 | 1982 | 1990 | 1999 | 2006 | 2019 |
| Einwohner                  | 806  | 787  | 670  | 610  | 578  | 550  | 571  | 532  |
| Quellen: Cassini und INSEE |      |      |      |      |      |      |      |      |

## Sehenswürdigkeiten
- Schloss Le Bousquet, seit 1928 Monument historique
- Kapelle Notre-Dame-de-la-Salette
- Kirche Saint-André im Ortsteil Bousquet
- Kirche Saint-Remi im Ortsteil Saint-Rémy-de-Bedène
- Kirche Notre-Dame-de-l’Assomption im Ortsteil Crozillac
- Kirche Notre-Dame-de-l’Assomption im Ortsteil Tesq

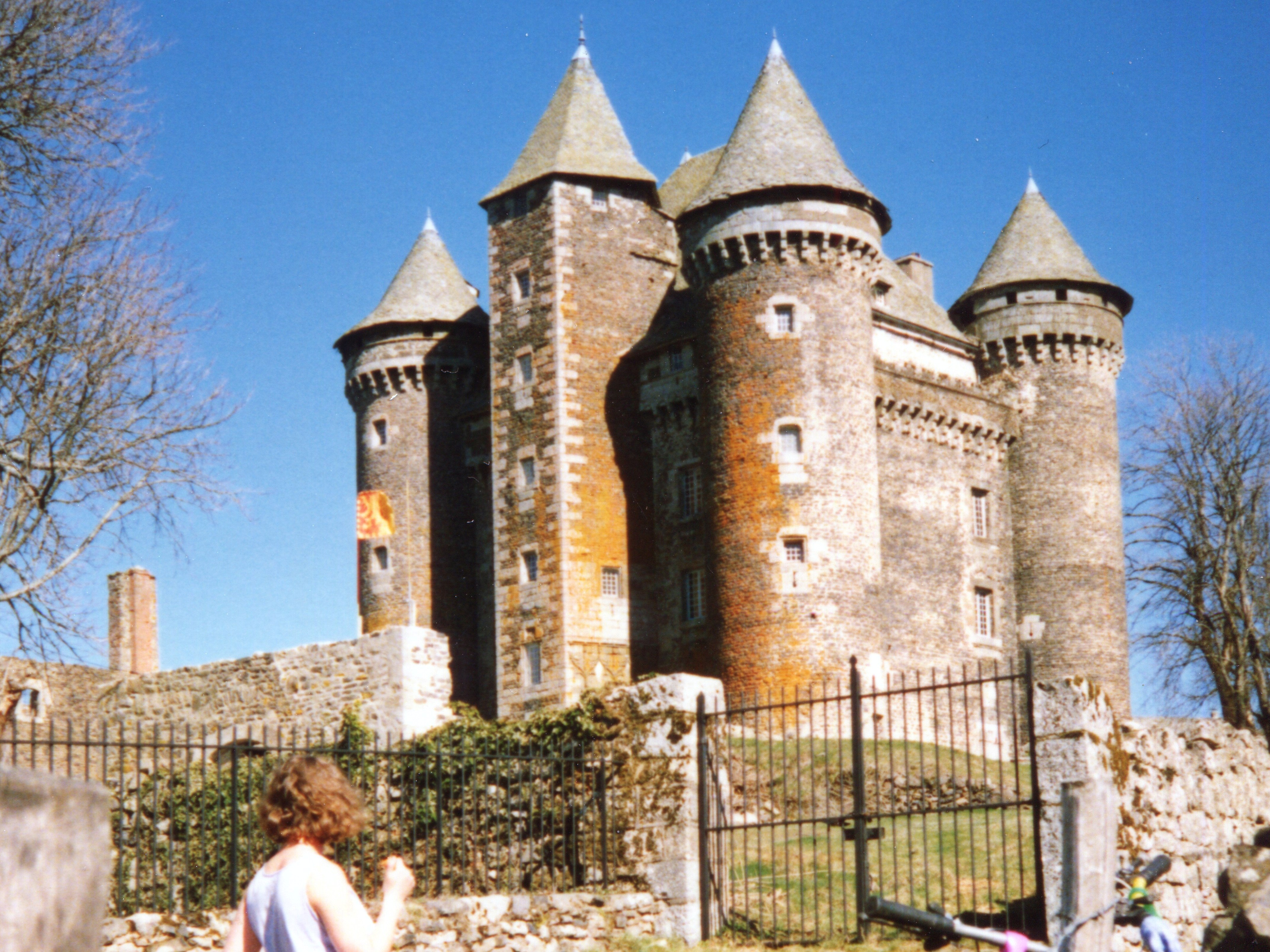
Schloss Le Bousquet
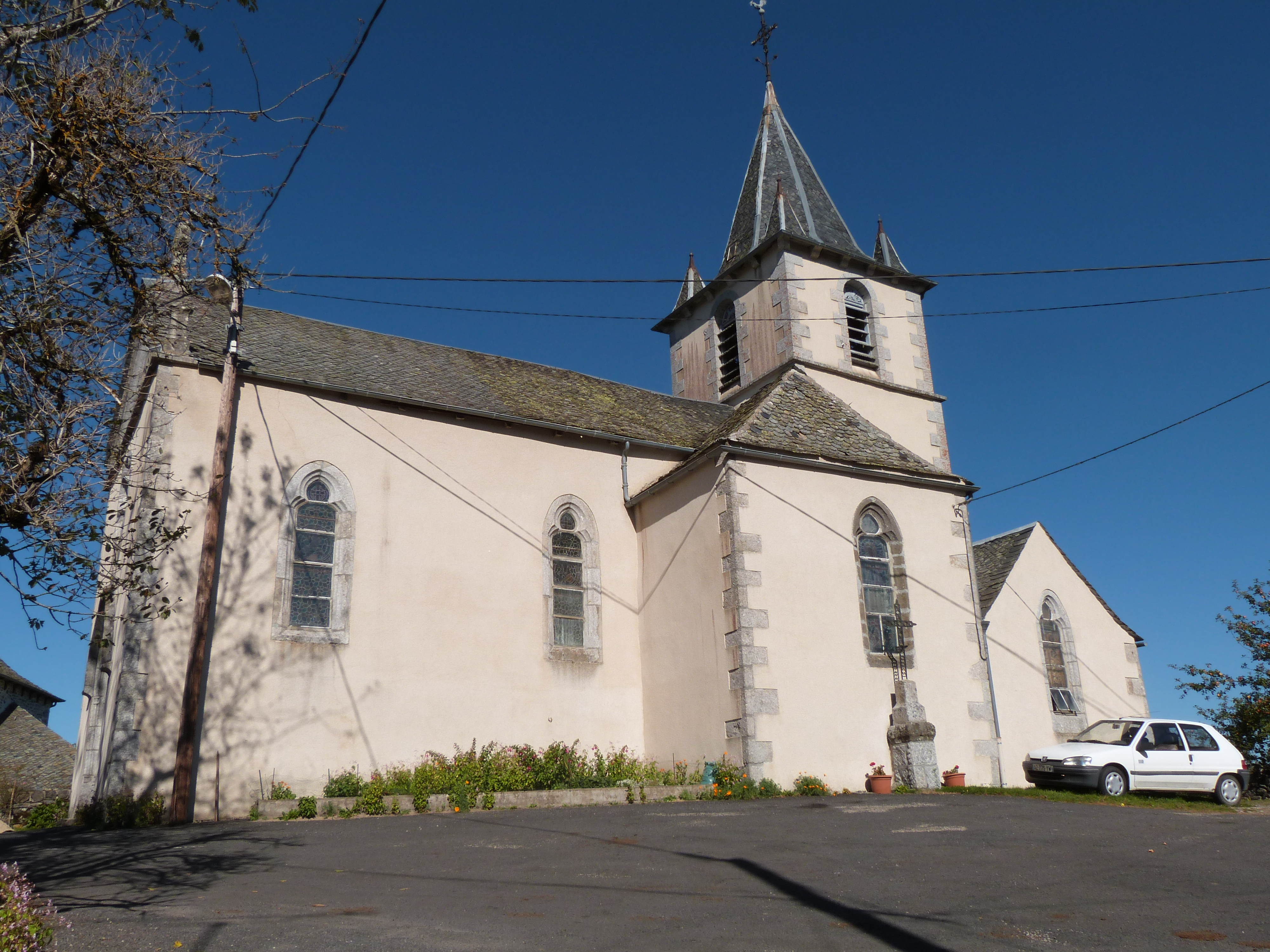
Kirche Saint-André
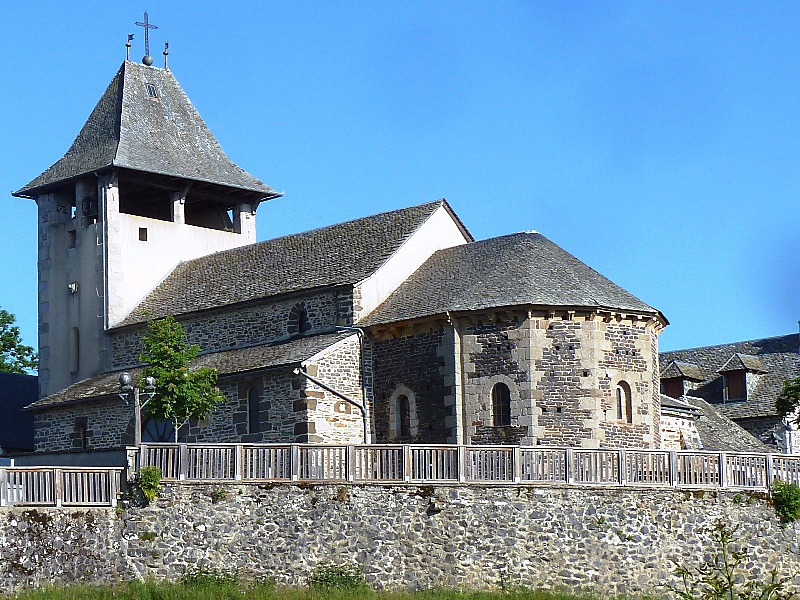
Kirche Saint-Remi